# Episodi di In casa Lawrence (quarta stagione)
La quarta stagione della serie televisiva In casa Lawrence è stata trasmessa in anteprima negli Stati Uniti d'America dalla ABC tra il 21 settembre 1978 e il 17 maggio 1979.
| nº | Titolo originale         | Titolo italiano | Prima TV USA      | Prima TV Italia |
| -- | ------------------------ | --------------- | ----------------- | --------------- |
| 1  | Starting Over            |                 | 21 settembre 1978 |                 |
| 2  | All for Love             |                 | 28 settembre 1978 |                 |
| 3  | Changes                  |                 | 12 ottobre 1978   |                 |
| 4  | Magic                    |                 | 19 ottobre 1978   |                 |
| 5  | Just Friends             |                 | 9 novembre 1978   |                 |
| 6  | Generations              |                 | 23 novembre 1978  |                 |
| 7  | Expectations             |                 | 7 dicembre 1978   |                 |
| 8  | Gifts                    |                 | 21 dicembre 1978  |                 |
| 9  | The Friend's Affair      |                 | 4 gennaio 1979    |                 |
| 10 | Exits and Entrances      |                 | 11 gennaio 1979   |                 |
| 11 | Moment of Truth          |                 | 18 gennaio 1979   |                 |
| 12 | Malicious Mischief       |                 | 25 gennaio 1979   |                 |
| 13 | Sleeping Over            |                 | 1º febbraio 1979  |                 |
| 14 | Disco Queen              |                 | 8 febbraio 1979   |                 |
| 15 | The Athlete              |                 | 1º marzo 1979     |                 |
| 16 | The Competition          |                 | 8 marzo 1979      |                 |
| 17 | Ballerina                |                 | 15 marzo 1979     |                 |
| 18 | Diversions               |                 | 22 marzo 1979     |                 |
| 19 | An Apple for the Teacher |                 | 30 marzo 1979     |                 |
| 20 | Prelude                  |                 | 20 aprile 1979    |                 |
| 21 | Going Straight           |                 | 10 maggio 1979    |                 |
| 22 | From Russia with Love    |                 | 17 maggio 1979    |                 |